# 持久化
在计算机科学中，持久性是系统状态的一個特征。一般計算機是将某個状态作为数据存储在電腦數據存貯器以实现持久化。程式必須将数据存儲在儲存設備以及从存储设备中讀取数据，并且必须提供本地编程语言数据结构和存储设备数据结构之間的映射。